# 拉瓦利峰
拉瓦利峰（英語：Lavallee Peak），是南極洲的山峰，位於維多利亞地的彭內爾海岸，處於直布羅陀峰西北面，屬於西石英山脈的一部分，海拔高度2,175米，美國地質調查局根據測量和美國海軍拍攝的空中照片繪入地圖，現時由南極條約體系管理。